# Diamante Maria Scarabelli
Diamante Maria Scarabelli, detta La Diamantina (Bologna, 6 ottobre 1675 – Bologna, 5 aprile 1754), è stata un soprano italiano, tra le più celebri della sua epoca.
La Scarabelli debuttò nel 1692 nell'opera Pausania di Giovanni Legrenzi, data presso la corte ducale di Mantova. Fu sentita nello stesso anno a Crema e a Lodi e successivamente cantò nei teatri d'opera dell'Italia settentrionale, soprattutto in quelli veneziani (1695, 1703-4 e 1707-16), dove cantò in almeno 23 opere, in gran parte prodotte da Carlo Francesco Pollarolo, Antonio Lotti e Antonio Caldara. 
È ricordata principalmente per aver interpretato Poppea nel successo della prima assoluta di Agrippina di Georg Friedrich Händel nel 1709, parte che richiedeva un'ampia estensione vocale. 
Cantò frequentemente anche a Bologna (1696-7, 1699, 1700, 1708-9, 1711 e 1718), dove nel 1697 ottenne un grandioso successo interpretando una parte nel Perseo, un pastiche realizzato con la musica di vari compositori. Questo apprezzamento le valse una dedica elogiativa nel volume intitolato La miniera del Diamante. In misura minore apparve anche a Torino (1695-6), Mantova (1697-1703), Parma (1699), Milano (1699, 1713), Reggio Emilia (1700, 1712-4), Pavia (1705), Genova (1705), Vicenza (1707, 1710, 1715), Ferrara (1712, 1715) e Padova (1718). Fu inoltre al servizio del Duca di Mantova (1697-1708), del cardinale Grimani, del Viceré di Napoli (1709) e del Duca di Modena (1715). Non si ha praticamente più notizia di lei dopo il 1725, dopo il quale anno probabilmente si ritirò a vita privata e forse tenendo un'accademia presso casa sua.
Probabilmente La Diamantina fu parente del poeta e librettista Massimo Scarabelli.